# 瑪莎·史都華
瑪莎·海倫·史都華（英語：Martha Helen Stewart，1941年8月3日—），原姓科斯蒂亞（Kostyra），美国富商、著名专栏作家和電視名人。出生于新泽西州波兰裔家庭。
作為專注於家居和酒店業的瑪莎·史都華生活全媒體(Martha Stewart Living Omnimedia)的創始人,她通過各種商務工作獲得了成功，包括出版、廣播、商品銷售和電子商務。她寫了許多暢銷書，是瑪莎生活雜誌的出版商，並主持了兩個聯合電視節目：1993年至2004年播出的瑪莎生活和2005年至2012年播出的The Martha Stewart Show。
2002年，瑪莎·史都華因出售生物科技公司ImClone的股票，遭美國司法部與美國證券交易委員會（SEC）調查，懷疑涉及內線交易。案件經審理後，刑事部分陪審團於2004年裁定瑪莎·史都華涉及的四項罪名成立，包括妨礙司法、共謀妨礙司法，以及向聯邦調查員作出虛假陳述。她被判入聯邦懲教設施五個月，兩年的釋放監督（包含五個月的電子監控），並支付罰款三萬美元。
民事部分，美國證券交易委員會（SEC）於2006年宣布與瑪莎·史都華達成和解，該和解主要涉及她的股票交易行為。根據和解協定，瑪莎·史都華同意在五年內不得擔任任何上市公司的董事、首席執行官、首席財務官（或她負責準備、審計或披露財務業績的其他高級職員角色）。她還同意支付195,000美元罰款，該金額為她因出售ImClone股票所避免的損失加上利息58,062美元，再加上三倍額外罰款（損失的三倍）137,019美元。
出獄後瑪莎主要致力于執導、主持電視節目《瑪莎生活》，以及同名雜誌的出版工作。

## 成名立业

### 股份公司
玛莎与其生意夥伴Sharon Patrick于1997年成立出版公司。玛莎任公司主席与首席执行官(CEO)负责出版《玛莎生活》杂志。

## 关于内线交易的指控
2001年，生物科技公司ImClone爆發內線交易案，瑪莎·史都華被懷疑獲得內部消息後違法出售該公司的股票。美國司法部展開調查後，瑪莎·史都華多次堅稱自己無罪，但最終司法部指控她與前經紀人彼得·巴卡諾維奇（Peter Bacanovic）犯有證券詐欺、妨礙司法、共謀妨礙司法、偽造文書以及向聯邦調查局作出虛假陳述等九項刑事罪名。
值得注意的是，這九項罪名並未涉及她出售ImClone股票的內線交易行為,而是與她在調查期間的言行有關。其中證券詐欺的指控主要針對瑪莎·史都華在接受調查期間公開聲稱自己無罪，檢方認為該陳述可能構成不實陳述，意在影響其公司──瑪莎·史都華生活全媒體（Martha Stewart Living Omnimedia）的投資者。ImClone股票交易的部分雖然引發內線交易的懷疑，但最終未進入刑事司法程序，而是以民事訴訟處理。
2004年2月27日，主審法官米莉安·高德曼·塞達鮑姆（Miriam Goldman Cedarbaum）駁回了證券詐欺指控，裁定「沒有理性的陪審員能在合理懷疑之外認定被告撒謊，其目的是影響自己公司的證券市場。」
2004年3月5日，由8名女性與4名男性組成的陪審團裁定，在檢方提出的八項罪名中，瑪莎·史都華涉及的四項罪名均成立，包括妨礙司法、共謀妨礙司法、以及兩項向聯邦調查人員提供虛假陳述。

## 出狱后至今
2005年出狱后，瑪莎·史都華重新启动了她的新生活。雖然外界多不看好她的回歸，但她的公司於2006年恢復盈利。與SEC的和解協定期滿後瑪莎·史都華於2011年重新加入瑪莎·史都華生活全媒體的董事會，並於2012年再次成為她同名公司的董事長。該公司於2015年被Sequential Brands收購。

## 个人生活
玛莎于2007年二月离婚，美国传媒称她正在同前微软公司首席程序设计师，亿万富翁查尔斯·西蒙尼约会。

## 参照
- Martha
- Martha Stewart Living
- Martha Stewart Living Omnimedia
- BBC News Online - Commentary of her jailing （页面存档备份，存于）
- BBC News Online - Martha Stewart lambasts jail food （页面存档备份，存于）
- Sellers, Patricia (November 14, 2005). "Remodeling Martha". Fortune, p. 49–62.